# Daniel Masur
Daniel Masur (* 6. November 1994 in Bückeburg) ist ein deutscher Tennisspieler.

## Karriere
Daniel Masur begann das Tennisspielen mit fünf Jahren. Auf der Junioren-Tour spielte er ab 2009 regelmäßig Turniere. Im Jahr 2012 spielte er dort bei allen vier Ausgaben der Junior-Grand-Slam-Turniere. Lediglich bei den US Open kam er über die erste Runde hinaus. Im Doppel erreichte er mit Jordan Thompson das Halbfinale. Im selben Jahr erreichte er seine höchste Jugendplatzierung mit einem kombinierten 13. Rang.
Ab 2013 nahm Masur an Profiturnieren teil, zunächst meist Turniere der ITF Future Tour. Auf dieser gewann er im Doppel auch seinen ersten Titel an der Seite Nils Langers. Er beendete sein erstes Profijahr auf Platz 1086 im Einzel sowie als 800. im Doppel.
2014 gelangen ihm im Doppel weitere vier Future-Titel, im Einzel seine ersten drei Titel, womit er in der Weltrangliste jeweils in den Top 600 abschließen konnte. In der zweiten Hälfte von 2015 gelangen Masur neben einem Future-Titel auch vermehrt Qualifikationen für Turniere der ATP Challenger Tour. So erreichte er im Oktober sein erstes Viertelfinale bei einem Turnier dieser Kategorie in Ningo.
Sein bis dato erfolgreichstes Jahr 2016 begann Masur mit einem Future-Titel in Schwieberdingen, wo er Andreas Beck schlug. Sein Debüt auf der ATP Tour feierte er im Juli 2016 in Hamburg, als er mit Cedrik-Marcel Stebe als Lucky Loser das Hauptfeld der Doppelkonkurrenz erreichte. Im August stieß er beim Challenger in Meerbusch bis ins Halbfinale vor und unterlag dort Florian Mayer. Im September 2016 gewann er mit Jan-Lennard Struff seinen ersten Titel in Alphen aan den Rijn, im November folgte in Kōbe mit Ante Pavić zusammen der zweite Titelgewinn im Doppel. Gegen Jahresende erreichte er in Toyota sein zweites Challenger-Halbfinale und konnte sich dadurch im Einzel erstmals in den Top 250 der Weltrangliste platzieren. Das Jahr 2017 begann für Masur mit dem Halbfinale beim Challenger-Turnier von Koblenz sowie einer Finalteilnahme beim Future-Turnier von Nussloch recht erfolgreich, allerdings konnte er diese Ergebnisse in der Folgezeit nicht bestätigen und erreichte bei 21 gespielten Turnieren verschiedener Kategorien nie mehr als die zweite Hauptrunde. Bei allen vier Grand-Slam-Turnieren trat er in der Qualifikation an, kam jedoch lediglich bei den French Open über die erste Qualifikationsrunde hinaus und verpasste mit der dritten Qualifikationsrunde knapp das Hauptfeld. Bis August 2017 konnte er sich dennoch konstant in den Top 250 halten und erreichte mit Rang 203 im Juni die bis dahin höchste Platzierung seiner Karriere. Erfolgreicher war er wieder ab Ende September, wo er zunächst zwei Viertel- und ein Halbfinale bei Challenger- bzw. Future-Turnieren erreichte und Ende Oktober das Future-Turnier von Hamburg gegen den topgesetzten Daniel Altmaier gewann. Bei den Deutschen Tennismeisterschaften im Dezember besiegte er nach verlorenem ersten Satz noch Marvin Möller und wurde Deutscher Meister.
2018 konnte er direkt zu Jahresbeginn zum zweiten Mal nach 2016 das Future-Turnier von Schwieberdingen gewinnen. Nach einem weiteren Viertelfinale beim Future-Turnier von Nussloch kurz danach spielte er weitestgehend Challenger-Turniere, bei denen er sich zwar teilweise fürs Hauptfeld qualifizieren konnte, jedoch bis Mitte Oktober nie über die zweite Runde hinauskam. Passabel schlug er sich jedoch bei seinen beiden Auftritten auf der ATP World Tour, wo er sich in München und Hamburg jeweils erfolgreich fürs Hauptfeld qualifizierte. Während er in München in der ersten Runde dann Jan-Lennard Struff unterlag, besiegte er in Hamburg Maximilian Marterer und musste sich dort in der zweiten Hauptrunde dem an Nr. 2 gesetzten Diego Schwartzman geschlagen geben. Im Oktober gelang ihm bei den Challenger-Turnieren von Ismaning und Eckental dann zweimal hintereinander der Einzug ins Viertelfinale. In der ersten Jahreshälfte 2019 hatte Masur nur wenig gute Ergebnisse und erreichte lediglich einmal das Viertelfinale eines Future-Turniers. Deutlich erfolgreicher war er ab August, als er zunächst in der Schweiz seinen achten Future-Titel gewann und in der Folgewoche das Halbfinale des Challenger-Turniers von Mallorca erreichte. Neben vier Viertelfinals bei Challenger- bzw. Future-Turnieren kam er bis Jahresende zudem beim Future-Turnier von Říčany bis ins Halbfinale und konnte sich mit wenigen Ausnahmen ab September 2019 auch wieder dauerhaft in den Top 250 platzieren. Seine besten Ergebnisse in der coronabedingt verkürzten Saison 2020 waren zwei Viertelfinalteilnahmen bei den heimischen Challenger-Turnieren von Koblenz und Ismaning. Im März 2021 gelang ihm schließlich als Qualifikant bei seiner ersten Finalteilnahme direkt sein erster Turniersieg bei einem Challenger-Turnier im Einzel, als er in Biella in drei umkämpften Sätzen gegen Matthias Bachinger gewann.
Im September 2016 debütierte Masur für die deutsche Davis-Cup-Mannschaft im Relegationsspiel gegen Polen. Er kam an der Seite von Daniel Brands in der Doppelpartie zum Einsatz, die in fünf Sätzen verloren wurde.

## Erfolge
| Legende (Anzahl der Siege)  |
| Grand Slam                  |
| ATP World Tour Finals       |
| ATP World Tour Masters 1000 |
| ATP World Tour 500          |
| ATP World Tour 250          |
| ATP Challenger Tour (11)    |

### Einzel

#### Turniersiege
| Nr. | Datum            | Turnier  | Belag         | Finalgegner        | Ergebnis       |
| --- | ---------------- | -------- | ------------- | ------------------ | -------------- |
| 1.  | 21. März 2021    | Biella   | Hartplatz (i) | Matthias Bachinger | 6:3, 6:78, 7:5 |
| 2.  | 7. November 2021 | Eckental | Teppich (i)   | Maxime Cressy      | 6:4, 6:4       |

### Doppel

#### Turniersiege
| Nr. | Datum              | Turnier             | Belag         | Partner            | Finalgegner                                 | Ergebnis          |
| --- | ------------------ | ------------------- | ------------- | ------------------ | ------------------------------------------- | ----------------- |
| 1.  | 10. September 2016 | Alphen aan den Rijn | Sand          | Jan-Lennard Struff | Robin Haase Boy Westerhof                   | 6:4, 6:1          |
| 2.  | 12. November 2016  | Kōbe                | Hartplatz (i) | Ante Pavić         | Jeevan Nedunchezhiyan Christopher Rungkat   | 4:6, 6:3, [10:6]  |
| 3.  | 22. September 2019 | Glasgow             | Hartplatz (i) | Ruben Bemelmans    | Jamie Murray John-Patrick Smith             | 4:6, 6:3, [10:8]  |
| 4.  | 23. November 2019  | Maia                | Sand (i)      | Andre Begemann     | Guillermo García López David Vega Hernández | 7:62, 6:4         |
| 5.  | 6. Februar 2021    | Quimper             | Hartplatz (i) | Ruben Bemelmans    | Brandon Nakashima Hunter Reese              | 6:2, 6:1          |
| 6.  | 26. September 2021 | Biel                | Hartplatz (i) | Ruben Bemelmans    | Marc-Andrea Hüsler Dominic Stricker         | kampflos          |
| 7.  | 8. Januar 2022     | Bendigo             | Hartplatz     | Ruben Bemelmans    | Enzo Couacaud Blaž Rola                     | 7:62, 6:4         |
| 8.  | 5. März 2022       | Turin               | Hartplatz (i) | Ruben Bemelmans    | Sander Arends David Pel                     | 3:6, 6:3, [10:8]  |
| 9.  | 2. April 2022      | Lugano              | Hartplatz (i) | Ruben Bemelmans    | Jérôme Kym Leandro Riedi                    | 6:4, 6:75, [10:7] |